# George Cristea Nicolescu
George Cristea Nicolescu (n. 26 mai 1911, Ploiești; d. 24 noiembrie 1967, București) a fost un istoric și critic literar.

## Date biografice
George Cristea Nicolescu, autor al biografiei lui Vasile Alecsandri s-a născut la Ploiești la 26 mai 1911. A obținut licența la facultatea de litere și filozofie a Universității din București (1931). Doctor în 1944 cu teza Duiliu Zamfirescu. Mai întâi profesor de liceu, apoi bibliotecar și finalmente profesor, șef al catedrei de istoria literaturii moderne și până la moarte decan al Facultății de limba și literatura română. Cercetător pozitivist, meticulos, pătimaș. Autor a unui număr impunător de studii, care au ajuns în marile biblioteci ale lumii, cum ar fi Biblioteca congresului SUA, unele influențate de școala D. Caracostea. A decedat la 24 noiembrie 1967 la București. A fost căsătorit cu istoricul literaturii și traducătorul Tatiana Nicolescu. Este tatăl filologului și traducătorului Alexandra Constantina Nicolescu

## Operă
- Ideologia literaturii poporaniste (1937)
- Subiectivismul în cercetarea literară (1939)
- Nicolae Bălcescu (1945)
- Mihail Kogălniceanu (1946)
- Viața lui Vasile Alecsandri (1962)
- Viața lui Vasile Alecsandri (1965) Ediție revăzută
- Curentul literar de la "Contemporanul"(1966)
- Studii și articole despre Eminescu (1968)
- Structură și continuitate (1970) (postum)